# Karsten Huck
Karsten Huck (né le 13 novembre 1945 à Wohltorf) est un cavalier de saut d’obstacles allemand.

## Biographie
Karsten est le fils du cavalier Hans-Jürgen Huck. À l'âge de dix ans, il commence l'équitation par la voltige. Après son abitur en 1965 et son service militaire en 1967, il suit une formation pour être employé de banque puis dans l'administration des affaires à Hambourg. Il travaille jusqu'en 1977 en tant que directeur général d'une société de gestion d'appartements de Hambourg. En 1979, il décide de se consacrer à l'équitation et devient moniteur puis dirigeant d'une école dans le Schleswig-Holstein.
En 1961, il participe à sa première compétition internationale, le Championnat d'Europe junior, à Berlin. En 1976, il finit à la deuxième place du Grand Prix d'Allemagne. En 1984, il devient champion d'Allemagne.
En 1978, Huck est reconnu comme un sportif professionnel. Cela lui coûte une participation aux Jeux olympiques de 1984 à Los Angeles. Après avoir entraîné depuis 1978 la sélection de Schleswig-Holstein, il devient en 1986 l'entraîneur de l'équipe nationale junior (dont fait partie René Tebbel) auprès de la Fédération Olympique allemande à Warendorf.
Redevenu amateur en 1986, il se donne pour objectif la participation aux Jeux olympiques d'été de 1988 à Séoul qu'il obtient. Grâce à la coopération de Wolfgang Brinkmann qui remporta la médaille d'or par équipe et renonce à un titre individuel, Karsten Huck peut concourir avec Nepomuk 8 et gagne la médaille de bronze.
En 1989, il se retire de la compétition à la suite d'une fracture ouverte au pied lors d'une chute durant la coupe du monde de saut d'obstacles à Göteborg. Il revient pour les Jeux équestres mondiaux de 1990 et finit deuxième avec l'équipe d'Allemagne.
Il met fin à la compétition en 1991 et achète en 1994 un domaine à Borstel pour se consacrer à la formation de cavaliers.
En avril 1988, il épouse Brigitte Horn, une cavalière professionnelle. Ils ont deux enfants. Son neveu est le cavalier de dressage Matthias Alexander Rath.

## Palmarès

### Jeux olympiques
- Jeux olympiques de 1988 à Séoul,  Corée du Sud :
  -  Médaille de bronze en individuel

### Jeux équestres mondiaux
- 1990 à Stockholm,  Suède :
  -  Médaille d'argent par équipe

### Championnat d'Allemagne
- 1976 : Vice-champion
- 1984 : Champion

## Source, notes et références
1. ↑  Munzinger-Archiv: Matthias Rath

- (de) Cet article est partiellement ou en totalité issu de l’article de Wikipédia en allemand intitulé « Karsten Huck » (voir la liste des auteurs).